# المجلة الجديدة
المجلة الجديدة كانت مجلة ثقافية وأدبية اشتراكية طليعية باللغة العربية، كانت موجودة بين عامي 1929 و1944 مع انقطاع لمدة عامين. وهي من أوائل المجلات الطليعية في العالم العربي أسسهما سلامة موسى. مع مجلة أخرى عنوانها المستقبل والتي أُطلقَت في عام 1914.

## التاريخ والملف الشخصي
تأسست المجلة الجديدة على يد سلامة موسى في القاهرة عام 1929. أُغلقَت المجلة في عام 1931، ولكن اُستئنفَ نشرها في عام 1933. وفي عام 1942 انتهت ملكية موسى للمجلة، وأصبح صديقه الفنان والناقد الفني رمسيس يونان مالكًا له وناشرًا له لإنقاذه من الرقابة. إلا أن المجلة توقفت عن الصدور في عام 1944 عندما حظرتها السلطات المصرية بسبب موقفها السياسي اليساري.
صدرت المجلة الجديدة بشكل شهري. تتكون المجلة من 30 صفحة مطبوعة على ورق بحجم A5. وقد عملت منصةً لإعادة إنتاج ونقل العناصر الثقافية الغربية في المجتمع المصري. وقد اعتمدت الفكر العلماني العقلاني والاشتراكي في تطوير تصور مستقبلي لمصر. قُدمَت الاشتراكية الفابية، والماركسية، والداروينية، والتحليل النفسي لسيجموند فرويد، والأدب الحداثي، والرسم التجريدي بالتفصيل لقراء المجلة.
وتضمنت المجلة الجديدة مناقشات علمية وكتابات فلسفية وأدبية وفنية طليعية. نشر الروائي المصري نجيب محفوظ أعماله لأول مرة في المجلة. اعتبارًا من عام 1930، كان حسين فوزي أحد المساهمين الذين نشروا مقالات حول المناقشات حول التغريب، والشرق والغرب، والمصرية والعربية.
صدرت مجلة التطور لفترة قصيرة في عام 1940، وكانت على غرار مجلة المجلة الجديدة.